# Rüdiger Dohndorf
Rüdiger Dohndorf (* 13. März 1950 in Döbeln; † 28. April 2022) war ein deutscher Politiker (CDU).

## Leben
Nach einer Ausbildung als Elektromonteur absolvierte er von 1968 bis 1973 ein Studium der Physik an der Karl-Marx-Universität in Leipzig und schloss dieses als Diplom-Physiker ab.
Von 1990 bis 2012 war er Landrat des Landkreises Sömmerda und seit Juli 2000 Präsident des Thüringischen Landkreistages und Präsidialmitglied des Deutschen Landkreistages.